# Selección de fútbol playa de Argentina

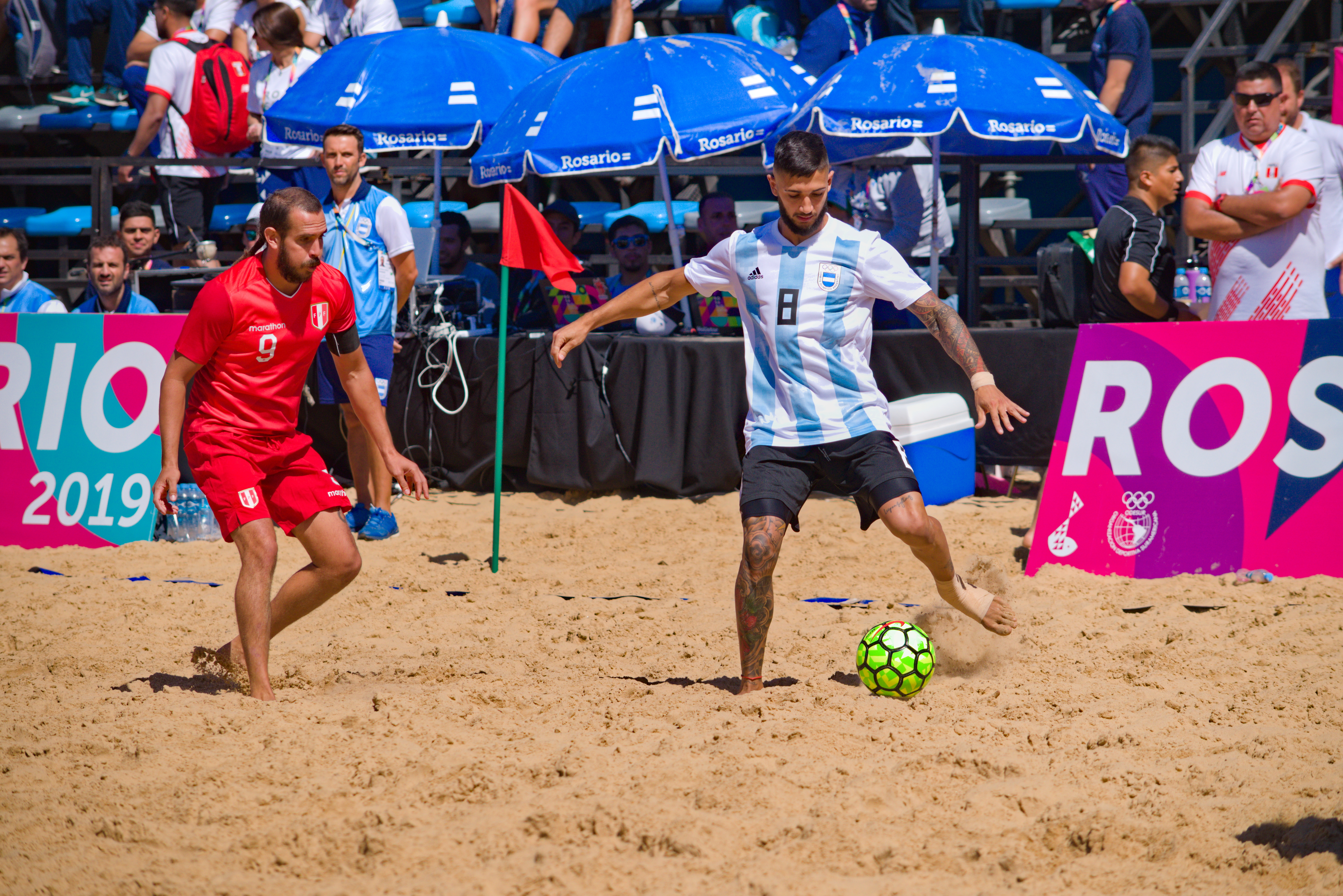
Partido entre Argentina y Perú durante los Juegos Suramericanos de Playa de 2019.

La selección de Fútbol de playa de Argentina representa al país en competiciones internacionales de dicho deporte y está controlada por la AFA. Su mejor resultado en un Mundial no perteneciente a la  FIFA es el Tercer Puesto logrado en 2001. Mientras que en torneos oficiales ha logrado llegar a los cuartos de final quedando en quinta posición en 2006, 2013 y 2008.

## Historia
El fútbol playa comenzó a desarrollarse en Argentina principalmente a principios de la década de 1990. En 1993 Argentina participó de un importante torneo junto también a Estados Unidos, Brasil e Italia. La Argentina es considerada como una de las naciones pioneras del fútbol playa por su participación en el torneo desarrollado en Miami. En aquel torneo la albiceleste presente a Sergio Goycochea y a Julio Olarticoechea, subcampeones mundiales en Italia 1990.
De los 10 mundiales no oficiales argentina estuvo presente en 8 de ellos alcanzando el tercer puesto en 2001 en Costa do Sauipe. En 1999 y 2003 no logró clasificarse. Desde 2005, que el certamen pasó a ser organizado y oficial por la FIFA donde Argentina dijo presente en 8 de ellos.
La Asociación del Fútbol Argentino está desarrollando aún más esta disciplina con la construcción de una cancha de arena en el predio de Ezeiza y la elaboración de planes de trabajo a largo plazo que permitieron el crecimiento del equipo nacional que, en la actualidad, es una potencia en el continente.

## Estadísticas

### Copa Mundial de Fútbol Playa FIFA
| Copa Mundial de Fútbol Playa FIFA | Copa Mundial de Fútbol Playa FIFA | Copa Mundial de Fútbol Playa FIFA | Copa Mundial de Fútbol Playa FIFA | Copa Mundial de Fútbol Playa FIFA | Copa Mundial de Fútbol Playa FIFA | Copa Mundial de Fútbol Playa FIFA | Copa Mundial de Fútbol Playa FIFA |
| Año                               | Ronda                             | J                                 | G                                 | G+                                | P                                 | GF                                | GC                                |
| --------------------------------- | --------------------------------- | --------------------------------- | --------------------------------- | --------------------------------- | --------------------------------- | --------------------------------- | --------------------------------- |
| 2005                              | Cuartos de final                  | 3                                 | 1                                 | 0                                 | 2                                 | 8                                 | 16                                |
| 2006                              | Cuartos de final                  | 4                                 | 3                                 | 0                                 | 1                                 | 11                                | 9                                 |
| 2007                              | Fase de grupos                    | 3                                 | 1                                 | 1                                 | 1                                 | 9                                 | 9                                 |
| 2008                              | Cuartos de final                  | 4                                 | 3                                 | 0                                 | 1                                 | 13                                | 7                                 |
| 2009                              | Fase de grupos                    | 3                                 | 1                                 | 1                                 | 1                                 | 11                                | 6                                 |
| 2011                              | Fase de grupos                    | 3                                 | 1                                 | 0                                 | 2                                 | 6                                 | 10                                |
| 2013                              | Cuartos de final                  | 4                                 | 2                                 | 1                                 | 1                                 | 18                                | 17                                |
| 2015                              | Fase de grupos                    | 3                                 | 1                                 | 0                                 | 2                                 | 9                                 | 14                                |
| 2017                              | No clasificó                      | No clasificó                      | No clasificó                      | No clasificó                      | No clasificó                      | No clasificó                      | No clasificó                      |
| 2019                              | No clasificó                      | No clasificó                      | No clasificó                      | No clasificó                      | No clasificó                      | No clasificó                      | No clasificó                      |
| 2021                              | No clasificó                      | No clasificó                      | No clasificó                      | No clasificó                      | No clasificó                      | No clasificó                      | No clasificó                      |
| 2024                              | Fase de grupos                    | 3                                 | 1                                 | 0                                 | 2                                 | 11                                | 14                                |
| 2025                              | No clasificó                      | No clasificó                      | No clasificó                      | No clasificó                      | No clasificó                      | No clasificó                      | No clasificó                      |
| Total                             | 9/13                              | 30                                | 18                                | 3                                 | 13                                | 96                                | 103                               |

### Campeonatos Conjuntos (con la CONCACAF)
| Campeonatos Conjuntos (con la CONCACAF) | Campeonatos Conjuntos (con la CONCACAF) | Campeonatos Conjuntos (con la CONCACAF) | Campeonatos Conjuntos (con la CONCACAF) | Campeonatos Conjuntos (con la CONCACAF) | Campeonatos Conjuntos (con la CONCACAF) | Campeonatos Conjuntos (con la CONCACAF) | Campeonatos Conjuntos (con la CONCACAF) |
| Año                                     | Ronda                                   | J                                       | G                                       | G+                                      | P                                       | GF                                      | GC                                      |
| --------------------------------------- | --------------------------------------- | --------------------------------------- | --------------------------------------- | --------------------------------------- | --------------------------------------- | --------------------------------------- | --------------------------------------- |
| 2005                                    | Cuarto lugar                            | 5                                       | 2                                       | 0                                       | 3                                       | 9                                       | 13                                      |
| 2007                                    | Tercer lugar                            | 3                                       | 2                                       | 0                                       | 1                                       | 13                                      | 10                                      |
| Total                                   | 2/2                                     | 8                                       | 4                                       | 0                                       | 4                                       | 22                                      | 23                                      |

### Campeonato de Fútbol Playa de Conmebol
| Campeonato de Fútbol Playa de Conmebol | Campeonato de Fútbol Playa de Conmebol | Campeonato de Fútbol Playa de Conmebol | Campeonato de Fútbol Playa de Conmebol | Campeonato de Fútbol Playa de Conmebol | Campeonato de Fútbol Playa de Conmebol | Campeonato de Fútbol Playa de Conmebol | Campeonato de Fútbol Playa de Conmebol |
| Año                                    | Ronda                                  | J                                      | G                                      | G+                                     | P                                      | GF                                     | GC                                     |
| -------------------------------------- | -------------------------------------- | -------------------------------------- | -------------------------------------- | -------------------------------------- | -------------------------------------- | -------------------------------------- | -------------------------------------- |
| 2006                                   | Tercer lugar                           | 7                                      | 5                                      | 0                                      | 2                                      | 26                                     | 19                                     |
| 2008                                   | Subcampeón                             | 5                                      | 4                                      | 0                                      | 1                                      | 32                                     | 19                                     |
| 2009                                   | Tercer lugar                           | 5                                      | 2                                      | 1                                      | 2                                      | 25                                     | 20                                     |
| 2011                                   | Subcampeón                             | 5                                      | 4                                      | 0                                      | 1                                      | 16                                     | 14                                     |
| 2013                                   | Campeón                                | 6                                      | 5                                      | 1                                      | 0                                      | 24                                     | 10                                     |
| 2015                                   | Tercer lugar                           | 6                                      | 2                                      | 2                                      | 2                                      | 28                                     | 30                                     |
| 2017                                   | Cuarto lugar                           | 6                                      | 3                                      | 0                                      | 3                                      | 21                                     | 24                                     |
| 2019                                   | Cuarto lugar                           | 6                                      | 1                                      | 2                                      | 3                                      | 25                                     | 36                                     |
| 2021                                   | Sexto lugar                            | 5                                      | 1                                      | 1                                      | 3                                      | 14                                     | 14                                     |
| Total                                  | 9/9                                    | 51                                     | 27                                     | 7                                      | 17                                     | 211                                    | 186                                    |

### Copa América de Fútbol Playa
| Copa América de Fútbol Playa | Copa América de Fútbol Playa | Copa América de Fútbol Playa | Copa América de Fútbol Playa | Copa América de Fútbol Playa | Copa América de Fútbol Playa | Copa América de Fútbol Playa | Copa América de Fútbol Playa |
| Año                          | Ronda                        | J                            | G                            | G+                           | P                            | GF                           | GC                           |
| ---------------------------- | ---------------------------- | ---------------------------- | ---------------------------- | ---------------------------- | ---------------------------- | ---------------------------- | ---------------------------- |
| 2016                         | Décimo lugar                 | 5                            | 1                            | 0                            | 4                            | 16                           | 34                           |
| 2018                         | Quinto lugar                 | 5                            | 3                            | 0                            | 2                            | 19                           | 19                           |
| 2022                         | Sexto lugar                  | 5                            | 1                            | 0                            | 4                            | 15                           | 16                           |
| 2023                         | Subcampeón                   | 5                            | 3                            | 1                            | 2                            | 21                           | 30                           |
| 2025                         | Quinto lugar                 | 5                            | 3                            | 0                            | 2                            | 16                           | 17                           |
| Total                        | 5/5                          | 25                           | 11                           | 1                            | 14                           | 87                           | 116                          |

## Títulos oficiales
| Copa Mundial de Fútbol Playa           | -        | -                  | –                                |                    |                    |
| Copa América                           | -        | 2023               | -                                |                    |                    |
| Campeonato de Fútbol Playa de Conmebol | 1 (2013) | 2 (2008), (2011)   | 4 (2006), (2007), (2009), (2015) |                    |                    |
| Total                                  | 1 título | Selección Absoluta | Selección Absoluta               | Selección Absoluta | Selección Absoluta |